# 中国移動通信
中国移動（ちゅうごくいどう、中：中国移动通信集团有限公司、英：China Mobile、チャイナ・モバイル）は、中華人民共和国の移動体通信事業者である。携帯電話の契約者数が7億6000万人 を超える、世界最大の携帯電話事業者である。

## 概要
2000年には中国郵電電信総局（中国電信、チャイナ・テレコム）が固定通信事業と移動体通信事業の2社に分割が決まり、それぞれ固定通信事業は新「中国電信」、移動体通信は「中国移動（チャイナ・モバイル）」となった。
1997年に香港証券取引所(コード:0941)に上場、またニューヨーク証券取引所（ティッカー:CHL）にも上場。
現在の従業員数は約12万人。社長は王建宙（Wang Jianzhou）。英文社名はChina Mobile Communications Corporation。
一部ボーダフォンが資本参加している。
2010年現在、GSM方式とTD-SCDMA方式のサービスを全国展開している。
2008年4月から、第三世代携帯電話（3G）のテストが中国8都市（北京・上海・天津・杭州・深圳・秦皇島・瀋陽・廈門）で中国独自のTD-SCDMA (Time Division Synchronous Code Division Multiple Access) 方式を使って始めた が、テスト状況を伝える報道は少ない。
また2008年5月には、第3世代移動通信システム（3G）の実施を目前にして3つの通信メガグループ（中国電信・中国聯通・中国移動）に集約する業界の再々編成で、中国鉄通（以前の中国鉄道通信）を併合することが先頭を切って発表されている。
2008年8月開催の北京オリンピックのローカルスポンサー（公式パートナー）となっている。

## 日本人の利用に当たり
- 中国移動通信のサポートコールセンターは、オペレーターが24時間対応で中国語・英語・日本語に対応している。左記3言語は、ダイヤル後のガイダンスで選択式。
- オプションサービスとして、割引国際電話、国際ローミング、電波圏外時の着信お知らせ、キャッチホン、パケット通信のセットプラン等がある。基本的にサービスの利用には、サポートセンターへ電話して申し込む必要がある。その際、SIM購入時に取得した6桁の暗証番号が必要。
- 日本の4キャリアのようにクレジットカード払い（月締めの後日請求）も可能であるが、中国国内で発行されたクレジットカードのみ取り扱いが可能。日本人は、現地の招商銀行でクレジットカードを申し込むことが出来る（管轄エリア内在住の中国人保証人の署名と日本国発行のパスポートが必要）。ただしデビットカード（銀行でカード申込み時に選択できる）では、後払い登録が出来ないので（申込み不可）注意。
- クレジットカード払いが選択できるのは、中国移動通信の店舗で新規購入したSIMカードに限る。正規店ではない携帯電話販売店などで購入したSIMカードは、購入時の名義の関係で対象外。
- モベルコミュニケーションズリミテッドがMVNOとしてSIMカードを販売。クレジットカードによる円払い。